# Centenaire de l'armistice de 1918
Pour un article plus général, voir Centenaire de la Première Guerre mondiale.
 (novembre 2018).
Si vous disposez d'ouvrages ou d'articles de référence ou si vous connaissez des sites web de qualité traitant du thème abordé ici, merci de compléter l'article en donnant les références utiles à sa vérifiabilité et en les liant à la section « Notes et références ».
Le centenaire de l'armistice de 1918 correspond au centième anniversaire du 11 novembre 1918, date de la fin de la Première Guerre mondiale. Dans ce cadre, ont lieu en novembre 2018 de nombreuses cérémonies commémoratives à travers le monde, et notamment une cérémonie internationale en Île-de-France (palais de l'Élysée, arc de triomphe de l'Étoile et château de Versailles).

## Commémoration internationale

### 10 novembre 2018

#### Cérémonie à Rethondes

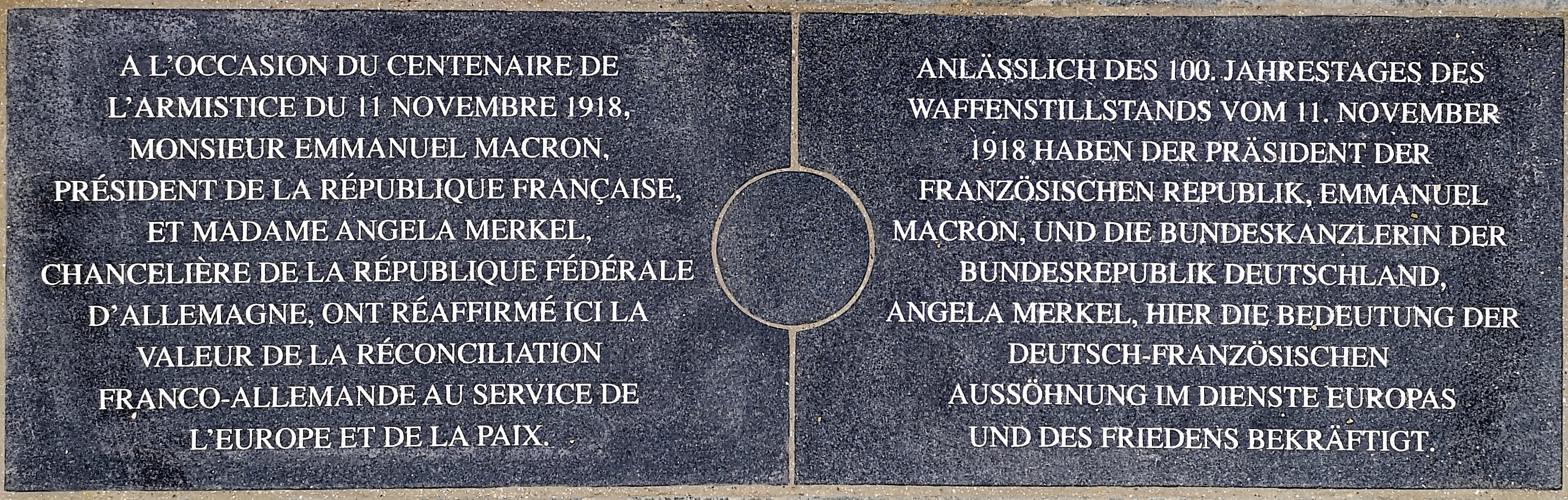
Plaque commémorative à Compiègne.

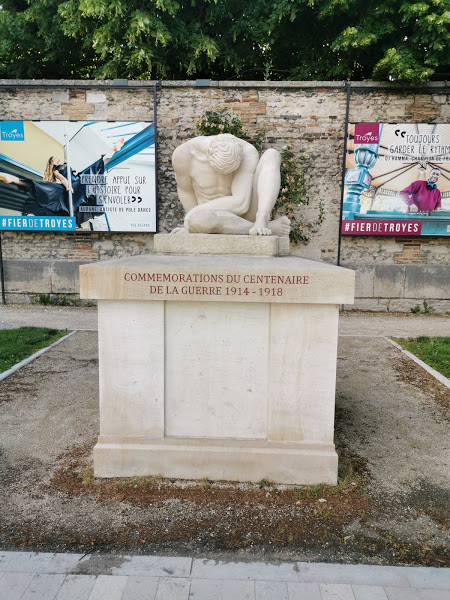
Célébration du centenaire 14-18, rue Roger salengro, Troyes.

Emmanuel Macron et Angela Merkel participent, l'après-midi du 10 novembre, à une cérémonie dans la clairière de l'Armistice à Compiègne. À cette occasion, les deux dirigeants passent en revue des militaires de la brigade franco-allemande, déposent une gerbe et se recueillent devant une plaque nouvellement inaugurée au pied de la dalle commémorative, sur le site de la signature de l'Armistice. Cette nouvelle plaque réaffirme « la valeur de la réconciliation franco-allemande au service de l'Europe et de la paix ». Ils se rendent ensuite dans la reconstitution du célèbre wagon-restaurant où l'Armistice a été signé. Selon l'Élysée, il s'agit du premier déplacement franco-allemand vers la clairière de Rethondes depuis la Seconde Guerre mondiale.

#### Cérémonie au bois Belleau
L'après-midi du 10 novembre, le président américain Donald Trump, arrivé dans la matinée à Paris, accompagné de son épouse, devait se rendre au cimetière américain du bois Belleau, à une centaine de kilomètres au nord-est de Paris, mais sa visite est finalement annulée, officiellement en raison du mauvais temps. Cette annulation de dernière minute a provoqué de multiples réactions indignées sur les réseaux sociaux, dont celles de Nicholas Soames, député conservateur britannique et petit-fils de Winston Churchill et de Ben Rhodes, ancien proche conseiller de Barack Obama pour les affaires étrangères.

#### Réception officielle

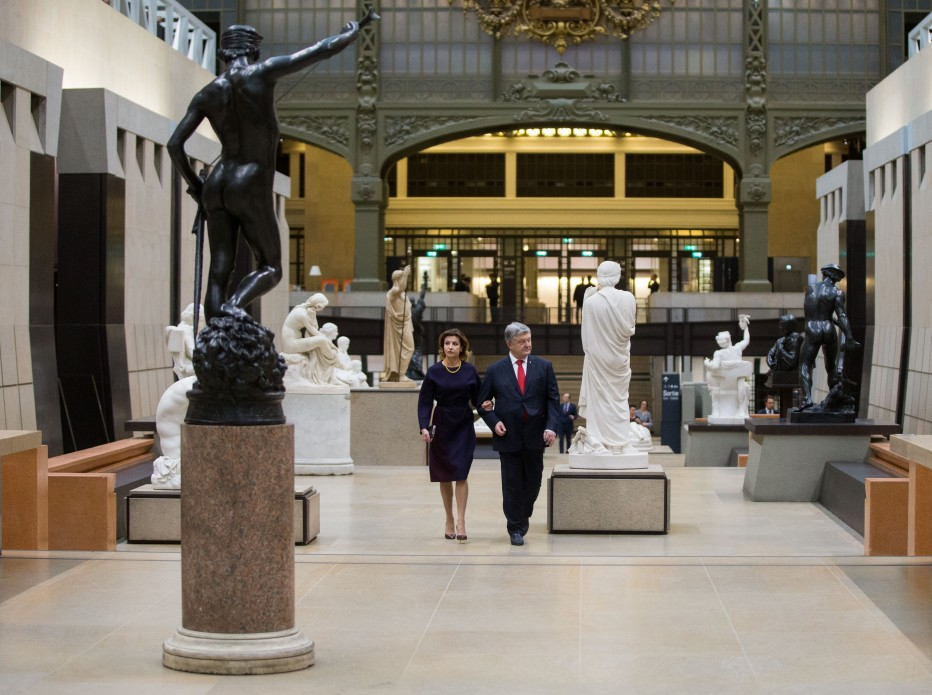
Petro Porochenko et son épouse au musée d'Orsay.

Le musée d'Orsay accueille, le 10 novembre au soir, un dîner offert par le président de la République Emmanuel Macron à une cinquantaine de chefs d'État et de gouvernement. Le dîner a lieu dans l'ancienne salle de bal de l'hôtel de la gare d'Orsay, située à l'étage du musée. Avant cela, les officiels visitent l'exposition Picasso « Bleu et rose », inaugurée en septembre 2018.
Un concert se déroule au même moment pour plusieurs membres des délégations étrangères à la Philharmonie de Paris.

### 11 novembre 2018
À 11 h, 84 chefs d’États, de gouvernements et d'organisations internationales se réunissent à l'arc de triomphe de l'Étoile pour une lecture de la liste des noms et âges des soldats décédés dans l'exercice de leur mission dans les douze derniers mois. Le chef de l'État français Emmanuel Macron rend hommage au soldat inconnu. Plusieurs dirigeants mondiaux estimés sont présents à Paris pour commémorer le 11 novembre. Le Royaume-Uni cependant n'envoie que le de facto vice-Premier ministre, Élisabeth II et Theresa May étant restées à Londres pour leurs propres commémorations du 11 novembre. Le président chinois Xi Jinping et le Premier ministre japonais Shinzō Abe font figure de grands absents lors de la cérémonie. 
Selon l'Élysée, il n'y aura pas de défilé militaire le 11 novembre comme tous les 11 novembre précédents.
Le violoncelliste américain d’origine chinoise Yo-Yo Ma interprète la Sarabande de la Suite no 5 pour violoncelle en do mineur de Jean-Sébastien Bach et des lycéens lisent des témoignages de 1918. Yo-Yo Ma et le violoniste Renaud Capuçon jouent un extrait très tourmenté du 2e mouvement de la Sonate pour violon et violoncelle de Maurice Ravel. La chanteuse béninoise Angélique Kidjo — une des figures de proue des manifestations contre Donald Trump au lendemain de son investiture en 2017 — chante ensuite la chanson togolaise Blewu en hommage aux tirailleurs sénégalais et aux troupes coloniales (chanson qui appartenait initialement au répertoire de la chanteuse africaine Bella Bellow). Puis, le président Emmanuel Macron tient un discours sous l'Arc de triomphe, face à la flamme du soldat inconnu. Pour terminer, l'orchestre des jeunes de l'Union européenne clôt la cérémonie avec le Boléro de Ravel.
Un déjeuner est servi dans la salle des fêtes de l'Élysée pour les chefs d'État et de gouvernement, tandis que les conjoints déjeunent au château de Versailles.
Dans l'après-midi a lieu le Forum de Paris sur la paix à la grande halle de la Villette. À cette occasion, le président Macron puis la chancelière Merkel prononcent un discours pour inaugurer ce forum. Contrairement à la plupart des dirigeants étrangers, Donald Trump n'y assiste pas et se rend au cimetière américain de Suresnes.

#### Participants à la cérémonie du 11 novembre

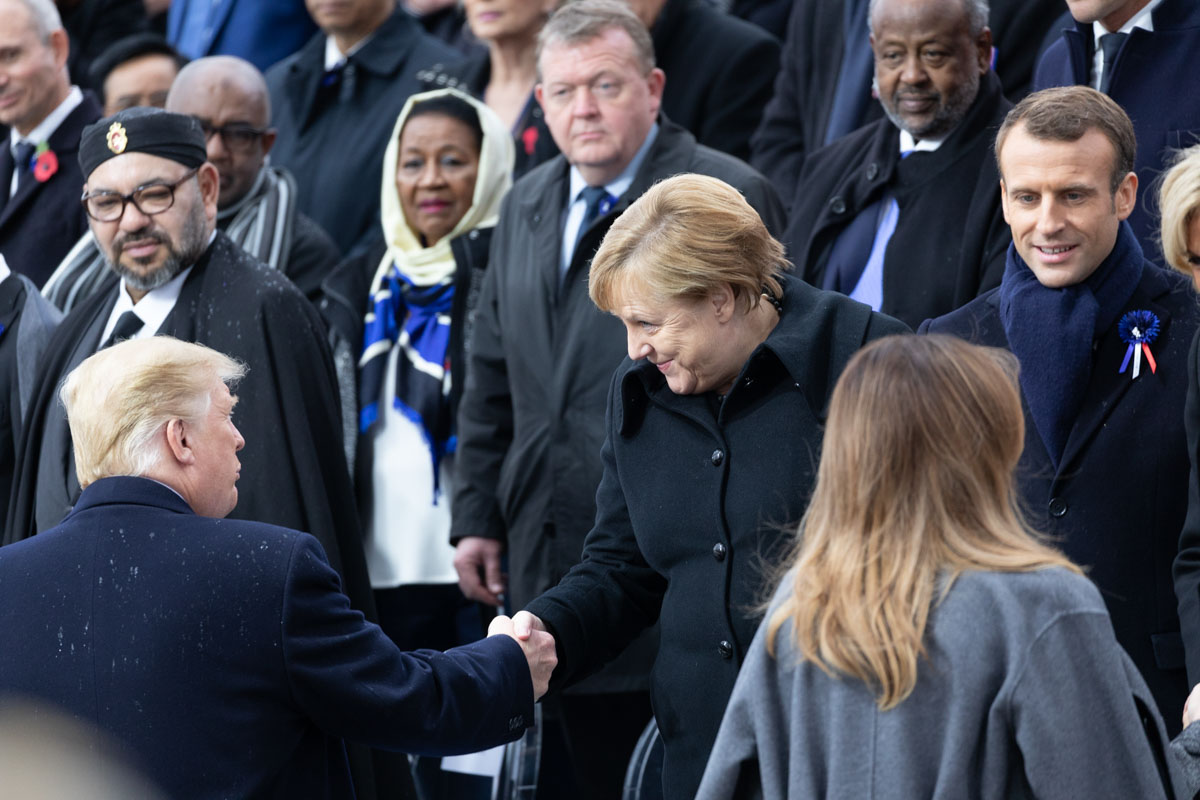
Donald Trump saluant Angela Merkel au côté d'Emmanuel Macron.

##### Pays étrangers
98 délégations étrangères dont 72 chefs d’État et de gouvernement et 15 personnalités d’organisations internationales sont attendus le 11 novembre 2018 à Paris,,.
| Territoire                | Personnalité                                   | Titre                                                                 |
| ------------------------- | ---------------------------------------------- | --------------------------------------------------------------------- |
| Afrique du Sud            | Nosiviwe Mapisa-Nqakula                        | Ministre de la Défense et des Vétérans                                |
| Albanie                   | Ilir Meta                                      | Président de la République                                            |
| Algérie                   | Ahmed Ouyahia                                  | Premier ministre                                                      |
| Allemagne                 | Angela Merkel                                  | Chancelière fédérale                                                  |
| Arménie                   | Nikol Pachinian                                | Premier ministre                                                      |
| Australie                 | Peter Cosgrove                                 | Gouverneur général                                                    |
| Autriche                  | Alexander Van der Bellen                       | Président fédéral                                                     |
| Azerbaïdjan               | Elmar Mamedyarov                               | Ministre des Affaires étrangères                                      |
| Belgique                  | Charles Michel Amélie Derbaudrenghien          | Premier ministre Conjoint du Premier ministre                         |
| Biélorussie               | Mikhaïl Miasnikovitch                          | Président du Conseil de la République                                 |
| Bosnie-Herzégovine        | Bakir Izetbegović                              | Président de la présidence                                            |
| Brésil                    | Paulo César de Oliveira Campos                 | Ambassadeur                                                           |
| Bulgarie                  | Roumen Radev                                   | Président de la République                                            |
| Burkina Faso              | Roch Marc Christian Kaboré                     | Président de la République                                            |
| Cambodge                  | Chea Sophara (en)                              | Vice-Premier ministre                                                 |
| Canada                    | Justin Trudeau                                 | Premier ministre                                                      |
| République centrafricaine | Faustin-Archange Touadéra                      | Président de la République                                            |
| Chine                     | Ji Bingxuan (en)                               | Vice-président du Comité permanent de l'Assemblée nationale populaire |
| Chypre                    | Níkos Anastasiádis                             | Président de la République                                            |
| République du Congo       | Denis Sassou-Nguesso                           | Président de la République                                            |
| Côte d'Ivoire             | Alassane Ouattara Dominique Ouattara           | Président de la République Première dame                              |
| Croatie                   | Kolinda Grabar-Kitarović                       | Présidente de la République                                           |
| Danemark                  | Lars Løkke Rasmussen                           | Premier ministre                                                      |
| Espagne                   | Felipe VI Pedro Sánchez Begoña Gómez Fernández | Roi Président du gouvernement Conjoint du président du gouvernement   |
| Estonie                   | Kersti Kaljulaid                               | Président de la République                                            |
| États-Unis                | Donald Trump Melania Trump                     | Président Première dame                                               |
| Fidji                     | Epeli Nailatikau                               | Ancien président de la République                                     |
| Finlande                  | Sauli Niinistö                                 | Président de la République                                            |
| Gabon                     | Régis Immongault (la)                          | Ministre des Affaires étrangères                                      |
| Géorgie                   | Guiorgui Margvelachvili                        | Président de l'État                                                   |
| Grèce                     | Aléxis Tsípras                                 | Premier ministre                                                      |
| Guinée                    | Alpha Condé Djene Kaba Condé                   | Président de la République Première dame                              |
| Inde                      | Venkaiah Naidu                                 | Vice-président de la République                                       |
| Irlande                   | Leo Varadkar                                   | Taoiseach                                                             |
| Islande                   | Guðni Th. Jóhannesson                          | Président                                                             |
| Israël                    | Benyamin Netanyahou Sara Netanyahou            | Premier ministre Conjoint du Premier ministre                         |
| Italie                    | Sergio Mattarella                              | Président de la République                                            |
| Japon                     | Tarō Asō                                       | Vice-Premier ministre                                                 |
| Kenya                     | Uhuru Kenyatta                                 | Président de la République                                            |
| Kosovo                    | Hashim Thaçi                                   | Président de la République                                            |
| Laos                      | Phankham Viphavanh                             | Vice-président de la République                                       |
| Lettonie                  | Raimonds Vējonis                               | Président de la République                                            |
| Liban                     | Saad Hariri                                    | Président du Conseil des ministres                                    |
| Liberia                   | George Weah                                    | Président de la République                                            |
| Lituanie                  | Dalia Grybauskaitė                             | Présidente de la République                                           |
| Luxembourg                | Henri María Teresa Mestre Xavier Bettel        | Grand-duc Grand-duchesse Premier ministre                             |
| Macédoine                 | Gjorge Ivanov                                  | Président de la République                                            |
| Madagascar                | Rivo Rakotovao                                 | Président de la République par intérim                                |
| Mali                      | Ibrahim Boubacar Keïta                         | Président de la République                                            |
| Malte                     | Carmelo Abela                                  | Ministre des Affaires étrangères                                      |
| Maroc                     | Mohammed VI Moulay Hassan                      | Roi Prince héritier                                                   |
| Mauritanie                | Mohamed Ould Abdel Aziz                        | Président de la République                                            |
| Moldavie                  | Igor Dodon                                     | Président de la République                                            |
| Monaco                    | Albert II                                      | Prince souverain                                                      |
| Monténégro                | Milo Đukanović                                 | Président de l'État                                                   |
| Niger                     | Mahamadou Issoufou Lalla Malika Issoufou       | Président de la République Première dame                              |
| Nigeria                   | Muhammadu Buhari                               | Président de la République                                            |
| Norvège                   | Erna Solberg                                   | Première ministre                                                     |
| Nouvelle-Zélande          | Winston Peters                                 | Vice-Premier ministre                                                 |
| Palestine                 | Rami Hamdallah                                 | Premier ministre                                                      |
| Pays-Bas                  | Mark Rutte                                     | Premier ministre                                                      |
| Pologne                   | Jacek Czaputowicz                              | Ministre des Affaires étrangères                                      |
| Portugal                  | Marcelo Rebelo de Sousa                        | Président de la République                                            |
| Roumanie                  | Klaus Iohannis                                 | Président de l'État                                                   |
| Royaume-Uni               | David Lidington Ed Llewellyn                   | Chancelier du duché de Lancastre Ambassadeur                          |
| Russie                    | Vladimir Poutine                               | Président de la Fédération                                            |
| Rwanda                    | Paul Kagame                                    | Président de la République                                            |
| Saint-Siège               | Pietro Parolin                                 | Secrétaire d'État                                                     |
| Sénégal                   | Macky Sall                                     | Président de la République                                            |
| Serbie                    | Aleksandar Vučić                               | Président de la République                                            |
| Slovaquie                 | Andrej Kiska                                   | Président de la République                                            |
| Slovénie                  | Borut Pahor                                    | Président de la République                                            |
| Suède                     | Stefan Löfven                                  | Premier ministre                                                      |
| Suisse                    | Alain Berset                                   | Président de la Confédération                                         |
| Tchad                     | Idriss Déby Itno Hinda Déby Itno               | Président de la République Première dame                              |
| Tchéquie                  | Andrej Babiš                                   | Président du gouvernement                                             |
| Thaïlande                 | Prayut Chan-o-cha                              | Premier ministre                                                      |
| Tunisie                   | Béji Caïd Essebsi                              | Président de la République                                            |
| Turquie                   | Recep Tayyip Erdoğan Emine Erdoğan             | Président de la République Première dame                              |
| Ukraine                   | Petro Porochenko                               | Président                                                             |
| Vanuatu                   | Tallis Obed Moses                              | Président de la République                                            |

##### Dirigeants d'institutions européennes et internationales
- Thorbjørn Jagland, secrétaire général du Conseil de l'Europe
- Antonio Tajani, président du Parlement européen
- Jean-Claude Juncker, président de la Commission européenne
- António Guterres, secrétaire général des Nations unies
- Jens Stoltenberg, secrétaire général de l'OTAN
- Audrey Azoulay, directeur général de ONUESC
- Paul Kagame, président de l'Union africaine
- Christine Lagarde, directrice générale du Fonds monétaire international
- Michaëlle Jean, secrétaire générale de la Francophonie
- Roberto Azevêdo, directeur général de l'Organisation mondiale du commerce
- Jim Yong Kim, président de la Banque mondiale
- José Ángel Gurría, secrétaire général de l'Organisation de coopération et de développement économiques
- Guy Ryder, directeur général de l'Organisation internationale du travail
- Moussa Faki, président de la commission de l'Union africaine

#### Cérémonie aux Invalides
L'État-major des armées et le gouverneur militaire de Paris organisent le 11 novembre une cérémonie afin de rendre hommage aux maréchaux qui ont conduit l'armée à la victoire. Ces militaires, dont certains sont inhumés aux Invalides, étaient des généraux ayant reçu le titre honorifique de maréchal entre 1916 et 1923, récompensant leurs actions pendant la Première Guerre mondiale. Ainsi, reçoivent l'hommage de la République les maréchaux Émile Fayolle, Louis Franchet d'Espèrey, Ferdinand Foch, Joseph Joffre, Hubert Lyautey et Michel Joseph Maunoury.

#### Cérémonie au cimetière américain de Suresnes

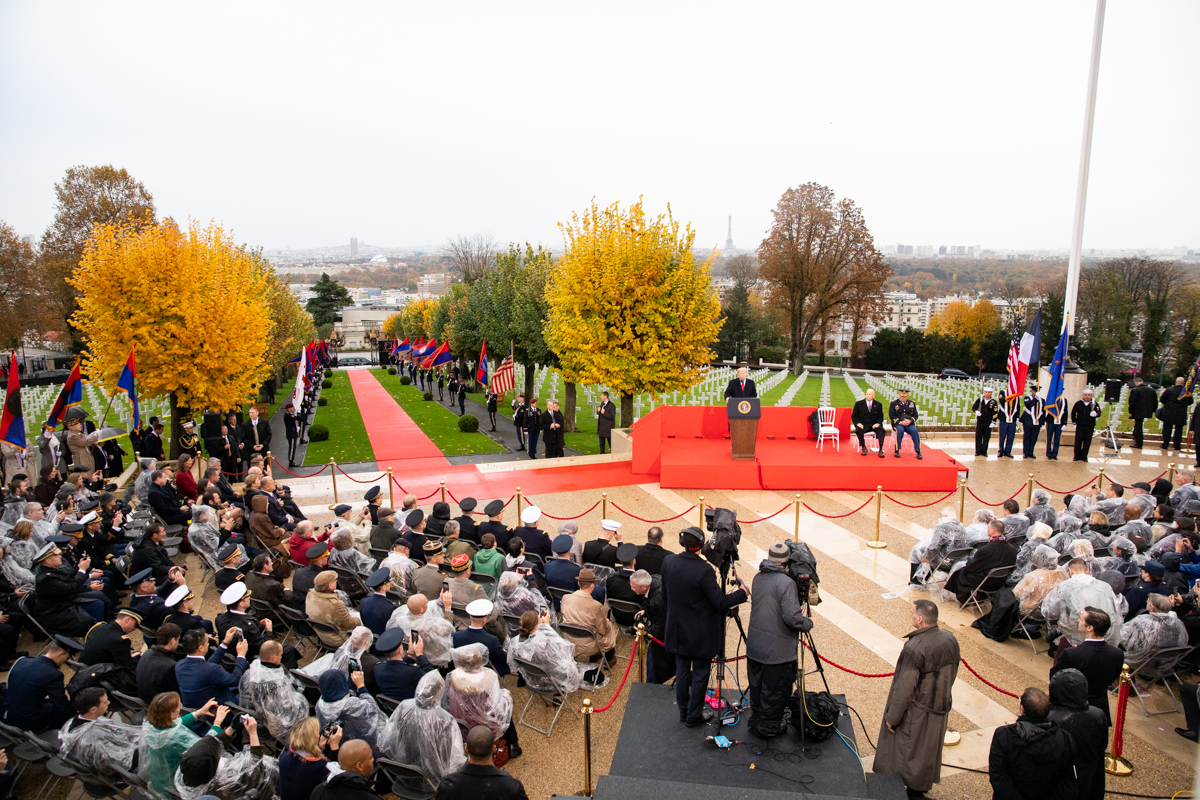
Cérémonie au cimetière américain de Suresnes.

L'après-midi du 11 novembre, Donald Trump s'est rendu au cimetière américain de Suresnes pour faire un discours d'hommage aux Américains qui se sont battus et sont morts durant la Première Guerre mondiale.

#### Rassemblement anti-Trump à la place de la République
Parallèlement, une manifestation réunissant 1 500 personnes à lieu à la Place de la République pour protester contre la présence de Donald Trump et de nombreux dirigeants accusés de mener des politiques impérialistes comme Vladimir Poutine, Benyamin Netanyahou ou Recep Tayyip Erdoğan.

## Événements liés au centenaire par pays

### En Belgique
Des cérémonies ont eu lieu à Ypres, à Bruxelles (en présence du roi Philippe) et à Mons.
Une cérémonie de recueillement a eu lieu au cimetière du Commonwealth de Saint-Symphorien où sont enterrés le premier et le dernier soldats morts du Commonwealth, en présence du premier ministre britannique, Theresa May et du premier ministre belge Charles Michel.

### Aux États-Unis
Des cérémonies ont lieu dans plusieurs villes américaines, notamment une service commémorative à la cathédrale nationale de Washington.

### En France

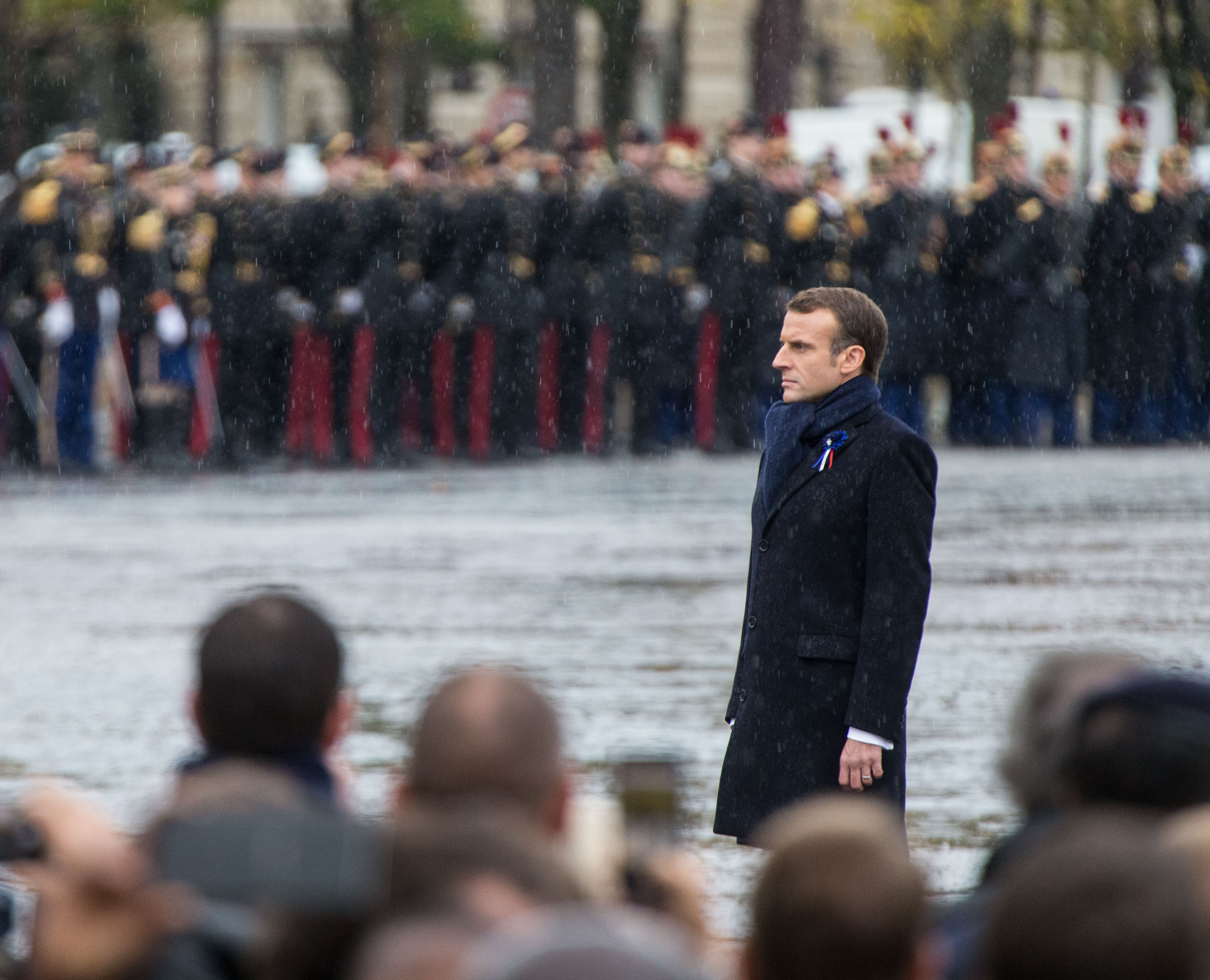
Emmanuel Macron aux cérémonies du 11 novembre 2018.

De nombreuses cérémonies ont lieu sur le territoire métropolitain français. Au cours de la semaine précédant le 11 novembre 2018, le président de la République Emmanuel Macron réalise une « itinérance mémorielle », visitant certains des territoires les plus marqués et les plus emblématiques de la Grande Guerre. À cette occasion, le chef de l'État annonce que l'écrivain Maurice Genevoix, auteur de nombreux livres-témoignages sur la Première Guerre mondiale, entrera au Panthéon en 2019. Le lendemain, une polémique naît dans les médias lorsqu'il est annoncé que Philippe Pétain, héros de Verdun frappé d'indignité nationale en 1944, pourrait être commémoré aux Invalides aux côtés des autres maréchaux de la Première Guerre mondiale.
Les églises sur l'ensemble du territoire français sont appelées à faire sonner leurs cloches pendant 11 minutes, à partir de 11 h le 11 novembre 2018, à l'occasion du centenaire de l'entrée en vigueur de l'armistice.
La France d'outre-mer a participé à l'effort de guerre (1914-1918). Depuis 2014, à l'approche des cérémonies officielles de célébration du Centenaire de la Grande Guerre, un travail de recherche des historiens sur les territoires ultramarins a été réactivé à partir des archives publiques et privées. Outre l'engagement des Poilus d'outre-mer, se construisent de nouveaux questionnements  à partir de correspondances de guerre entre les soldats et leurs proches : la réalité de la mobilisation, la vie au quotidien des Poilus en métropole, le vécu de la guerre parmi les soldats métropolitains, leur ressenti, des permissions difficiles, le retour au lendemain de la guerre dans leurs îles respectives, parfois jusqu'en 1921. Le nombre de poilus réunionnais morts au combat a été réajusté au nombre de 1693, entraînant à la Réunion un renouvellement des plaques sur les monuments aux morts à la veille de la célébration du Centenaire.

### Au Luxembourg
Une cérémonie devant la Gëlle Fra, en présence du couple grand-ducal, a eu lieu le 11 novembre 2018 en fin d'après-midi. Xavier Bettel, le Premier ministre, rend hommage aux victimes de la Grande Guerre.

### Au Royaume-Uni
Le 11 novembre 2018, la cérémonie nationale du dimanche du souvenir a eu lieu en présence de la reine Élisabeth II et du président allemand Frank-Walter Steinmeier au cénotaphe de Whitehall à Londres. Deux minutes de silence sont observées.